# تايتشي إيتشيكاوا
تايتشي إيتشيكاوا (市川太一 إيتشيكاوا تايتشي) هو مؤدي أصوات ياباني ولد في 4 فبراير 1993 في طوكيو.

## أدواره في الأنمي

### مسلسلات أنمي تلفزيونية
- برج الحاكم - بام
- جاندام بيلد دايفرز - مات
- ميجر سكند - هاياتو أورابي
- كابوكيبو! - كوروغو كوروسو
- فينلاند ساغا - شقيق آن
- ملحمة غرانكريست - بيتر
- في النهاية سأصبح من أنت عليها - سيجي ماكي
- من أجل إبنتي، قد أهزم ملك الشياطين - هاغل
- A3! - سوبارو ميناغي
- آرغونافيس فروم بانغ دريم! - كاناتا نيجو
- حريم نهاية العالم  - ريتو ميزوهارا